# Robert Milsom
Robert Steven Milsom (Redhill, 2 gennaio 1987) è un calciatore inglese, centrocampista dei Dorking Wanderers.

## Caratteristiche tecniche
Ad inizio carriera era un terzino sinistro, ma già al momento dell'esordio in prima squadra era stato spostato nel ruolo di centrocampista centrale.

## Carriera
Inizia a giocare nel settore giovanile del Fulham nel 1998, all'età di undici anni; fa il suo esordio in prima squadra il 23 settembre 2008, subentrando a Seol Ki-hyeon in una partita di Coppa di Lega persa per 1-0 sul campo del Burnley. L'esordio tra i professionisti era invece avvenuto nella seconda parte della stagione 2007-2008: l'11 febbraio 2008 viene infatti ceduto in prestito al Brentford, con cui gioca 6 partite nella quarta divisione inglese facendo ritorno al Fulham il 14 marzo dello stesso anno. Tra il novembre ed il dicembre del 2008 gioca invece in prestito al Southend Utd, con la cui maglia disputa ulteriori 6 partite in quarta divisione. Fa successivamente il suo esordio in prima divisione con il Fulham il 18 febbraio 2009 subentrando dalla panchina a Danny Murphy nell'incontro perso per 3-0 sul campo del Manchester Utd; una settimane più tardi subisce però un infortunio ad un ginocchio che gli fa perdere il resto della stagione. Nella stagione 2009-2010 è ancora nella rosa dei Cottagers, con cui non gioca però ulteriori partite ufficiali; dal 19 aprile al 30 agosto 2010 gioca in prestito in Finlandia al TPS, club con il quale disputa 3 partite nei turni preliminari di Europa League e 14 partite nella prima divisione finlandese.
Dopo un breve ritorno al Fulham, sempre senza ulteriori presenze in partite ufficiali, il 13 gennaio 2011 lascia definitivamente dopo tredici anni dal suo arrivo nel club il Fulham, passando a titolo definitivo all'Aberdeen, club della prima divisione scozzese; fa il suo esordio con la nuova maglia il 15 gennaio, due giorni dopo il suo arrivo in squadra, giocando la partita di campionato vinta per 2-0 in casa contro il St. Mirren. Più in generale, realizza una rete (il 6 aprile 2011, in una partita persa per 3-2 sul campo dello stesso St. Mirren) in 18 partite di campionato ed a fine stagione rinnova il contratto con il club per ulteriori due anni. Nella stagione 2011-2012 Milsom inizia la stagione giocando stabilmente da titolare, ma il 28 ottobre 2011 un intervento pericoloso di Steven Naismith nella sconfitta casalinga per 2-1 contro i Rangers gli causa un grave infortunio ad un ginocchio, costringendolo anche ad un intervento chirurgico e facendogli perdere quasi tutto il resto della stagione, che termina con una rete in 22 partite di campionato. Nella stagione 2012-2013 Milsom, recuperato dal precedente infortunio, si fa nuovamente male allo stesso ginocchio a fine agosto del 2012, tornando in campo solo nel dicembre dello stesso anno; al termine della stagione, nella quale gioca 11 partite di campionato, il suo contratto in scadenza non viene rinnovato dal club.
Il 24 giugno 2013 Milsom firma un contratto della durata di sei mesi con il Rotherham Utd, club della terza divisione inglese; fa il suo esordio con i Millers il 17 agosto 2013, subentrando a cinque minuti dalla fine del match al posto di Michael O'Connor nella terza giornata di campionato, vinta con il punteggio di 2-1 sul campo del Crawley Town. Il successivo 7 settembre segna invece il suo primo gol con il club, andando a segno nella vittoria casalinga per 3-1 contro lo Sheffield Utd. Il 31 ottobre 2013, essendo di fatto diventato titolare, firma un nuovo contratto di 18 mesi, con scadenza nell'estate del 2015. Nel corso della stagione, complici alcuni infortuni, gioca in totale 27 partite di campionato, alle quali aggiunge 3 presenze nei play-off, che il suo club conclude con la vittoriosa finale di Wembley ai calci di rigore dopo un pareggio per 2-2 contro il Leyton Orient: nella circostanza, Milsom scende in campo subentrando dalla panchina al settantasettesimo minuto al posto di Joe Skarz. Nella stagione successiva, complice un nuovo infortunio che gli fa saltare due mesi, Milsom gioca la sua prima partita stagionale (che è peraltro anche la sua prima partita in carriera in seconda divisione) il 4 novembre 2014, subentrando dalla panchina nel secondo tempo dell'incontro perso per 3-0 sul campo del Reading. Il 26 novembre 2014 viene ceduto in prestito fino al successivo 31 dicembre al Bury, club di quarta divisione, con il quale gioca in totale 2 partite di campionato; terminato il prestito fa quindi ritorno al Roterham United, con cui nel prosieguo della stagione gioca ulteriori 7 partite di campionato in seconda divisione, svincolandosi poi dal club a fine stagione.
Il 26 giugno 2015 firma un contratto biennale con il Notts County, club di quarta divisione. Dopo aver anche rinnovato il contratto di un'ulteriore stagione ed aver segnato in totale una rete in 69 partite di campionato, si svincola dalle Magpies al termine della stagione 2017-2018; successivamente, il 13 agosto 2018 firma un contratto con il Crawley Town, altro club di quarta divisione. Il 31 agosto, ovvero a meno di tre settimane dal suo arrivo in squadra e dopo sole 3 partite giocate, fa clamorosamente ritorno al Notts County, in prestito per cinque mesi e con successivo obbligo di riscatto (che viene esercitato il 24 gennaio 2019) da parte delle Magpies, con cui nel corso della stagione segna una rete in 38 partite di campionato, torneo che si conclude con la prima retrocessione della storia dei bianconeri al di fuori della Football League, in National League (quinta divisione e più alto livello calcistico inglese al di fuori della Football League). A fine stagione Milsom viene svincolato dal club, categoria nella quale peraltro lo stesso Milsom si ritrova comunque a giocare nella stagione 2019-2020 ma con la maglia del Sutton Utd, club con il quale firma un contratto il 1º agosto 2019 e con cui nella stagione 2020-2021 vince il campionato, conquistando così la prima promozione nella Football League nell'ultracentenaria storia del club londinese, con il quale nella stagione 2021-2022, dopo 5 reti in 63 presenze in quinta divisione, gioca in quarta divisione. Nell'estate del 2024, dopo due stagioni in questa categoria (la seconda delle quali conclusasi con una retrocessione in quinta divisione), va a giocare in sesta divisione ai Dorking Wanderers.

## Palmarès

### Club

#### Competizioni nazionali
- National League: 1

Sutton United: 2020-2021